# Eva Luise Köhler Forschungspreis
Der Eva Luise Köhler Forschungspreis ist ein mit zweckgebundenen 50.000 Euro dotierter Forschungspreis, der seit dem Jahr 2008 jährlich von der „Eva Luise und Horst Köhler Stiftung für Menschen mit seltenen Erkrankungen“ in Zusammenarbeit mit der Allianz Chronischer Seltener Erkrankungen e.V. für Forschungsprojekte vergeben wird, die sich der Erforschung seltener Erkrankungen widmen. Schirmherrin und Namensgeberin ist Eva Luise Köhler. Durch seine hohe Dotierung und durch die Prominenz seiner Schirmherrin hat der Preis eine breite Medienpräsenz, die auch durch weitere Prominente wie die damalige Kronprinzessin und heutige Königin von Spanien unterstützt wird. Eva Luise Köhler hat ihr Engagement für die Stiftung in Zeitungsinterviews erläutert. Aus Anlass des zehnjährigen Bestehens der Stiftung und der neunten Vergabe des Forschungspreises sprach Bundespräsident Joachim Gauck am 5. März 2016 ein Grusswort bei der festlichen Matinee im Konzerthaus am Gendarmenmarkt in Berlin.

## Preisträger
- 2008: Volkmar Gieselmann und Hans-Joachim Galla für Forschungen über die Blut-Hirn-Schranke
- 2009: Leena Bruckner-Tuderman und ihr Team für die Forschungen zum Thema Epidermolysis bullosa
- 2010: Karin Jurkat-Rott und Marc-André Weber für das Projekt zur Verbesserung der Arzneimitteltherapie für Menschen mit hypokaliämischer periodischer Paralyse
- 2011: Christoph Klein und sein Team für die Entwicklung einer neuartigen Gentherapie für Kinder mit Wiskott-Aldrich-Syndrom
- 2012: Oliver Semler von der Universitätsklinik Köln für Forschungen zur Translationale Therapie bei Osteogenesis imperfecta
- 2013: Gesine Hansen und Thomas Moritz für die Entwicklung einer gentherapeutischen Behandlung der pulmonalen Alveolarproteinose
- 2014: Niels Birbaumer für ein Projekt zur Kommunikation von vollständig gelähmten Menschen mit Hilfe einer Gehirn-Computer-Verbindung
- 2015: Heymut Omran für seine Forschung zu den Ursachen der primären ciliären Dyskinesie, Anerkennungspreis für Stephan Lobitz für ein Pilotprojekt zum Neugeborenenscreening auf Sichelzellenanämie
- 2016: Sven Thoms und Ekkehard Wilichowski sowie die Arbeitsgruppe für neuromuskuläre Erkrankungen für ein Projekt zur Behandlung bestimmter Formen der Muskeldystrophie
- 2017: Michael Schmeißer und das Team zur Erforschung des Phelan-McDermid-Syndroms
- 2018: Ulrike Hedrich-Klimosch und ihr Team für Arbeiten zur medikamentösen Therapie von Epilepsiepatienten mit spezifischen Genmutationen
- 2019: Björn Schumacher für seine Arbeiten zu Erkrankungen mit gestörter DNA-Reparatur wie Xeroderma pigmentosum (XP) oder Cockayne-Syndrom (CS)
- 2020: Martina Rauner und Ulrike Baschant für ihre Arbeiten zu den Grundlagen der Fibrodysplasia ossificans progressiva (FOP)
- 2021/22: Thorsten Marquardt, Julien Park und Karl Kunzelmann für ihre Arbeiten zur medikamentösen Behandlung der zystischen Fibrose (CF)
- 2023: Simone Mayer für ihre Arbeiten zur pontozerebellären Hypoplasie Typ 2 (PCH2), Selbsthilfeverein PCH-Familie
- 2024: Markus Schülke-Gerstenfeld und Alessandro Prigione für den Therapieansatz das Leigh-Syndrom mit Sildenafil zu behandeln
- 2025: Didier Stainier, Christopher Dooley und Lara Falcucci für Arbeiten zur gezielten therapeutischen Nutzung genetischer Kompensationsmechanismen[8]